# Departamento de Emigração e Emprego no Exterior
Bureau de Emigração e Emprego no Exterior (BEOE) (Urdu: ادارہَ ماورائے بحرملازمت و تارکینِ وطن) é uma agência do governo paquistanês que regula o emprego no exterior de cidadãos paquistaneses desde 1971.

## História
O BEOE foi criado em 1º de outubro de 1971 pela fusão de três departamentos do governo federal: o Conselho Nacional de Recursos Humanos, o Protetorado dos Emigrantes e a Diretoria de Bem-Estar dos Marinheiros. 
Operando originalmente sob a Lei de Emigração de 1922 e Regras (1959), o BEOE agora funciona sob a Portaria de Emigração 1979 XVIII e suas regras.

## Responsabilidades
O BEOE regula, facilita e monitoriza o processo de emigração conduzido pelas agências de recrutamento/Promotores de Emprego Estrangeiros (OEPs), no sector privado. Também regulamenta o emprego directo no estrangeiro por paquistaneses individuais ou através dos seus familiares e amigos.
O BEOE trabalha para controlar fraudes e golpes de recrutamento e monitora os promotores de emprego no Paquistão. A BEOE mantém um registro completo de todos os OEPs e suas atividades. Mantém uma lista de Promotores de Emprego Estrangeiros (OEPs) com licenças ativas.